# Цзян Цін

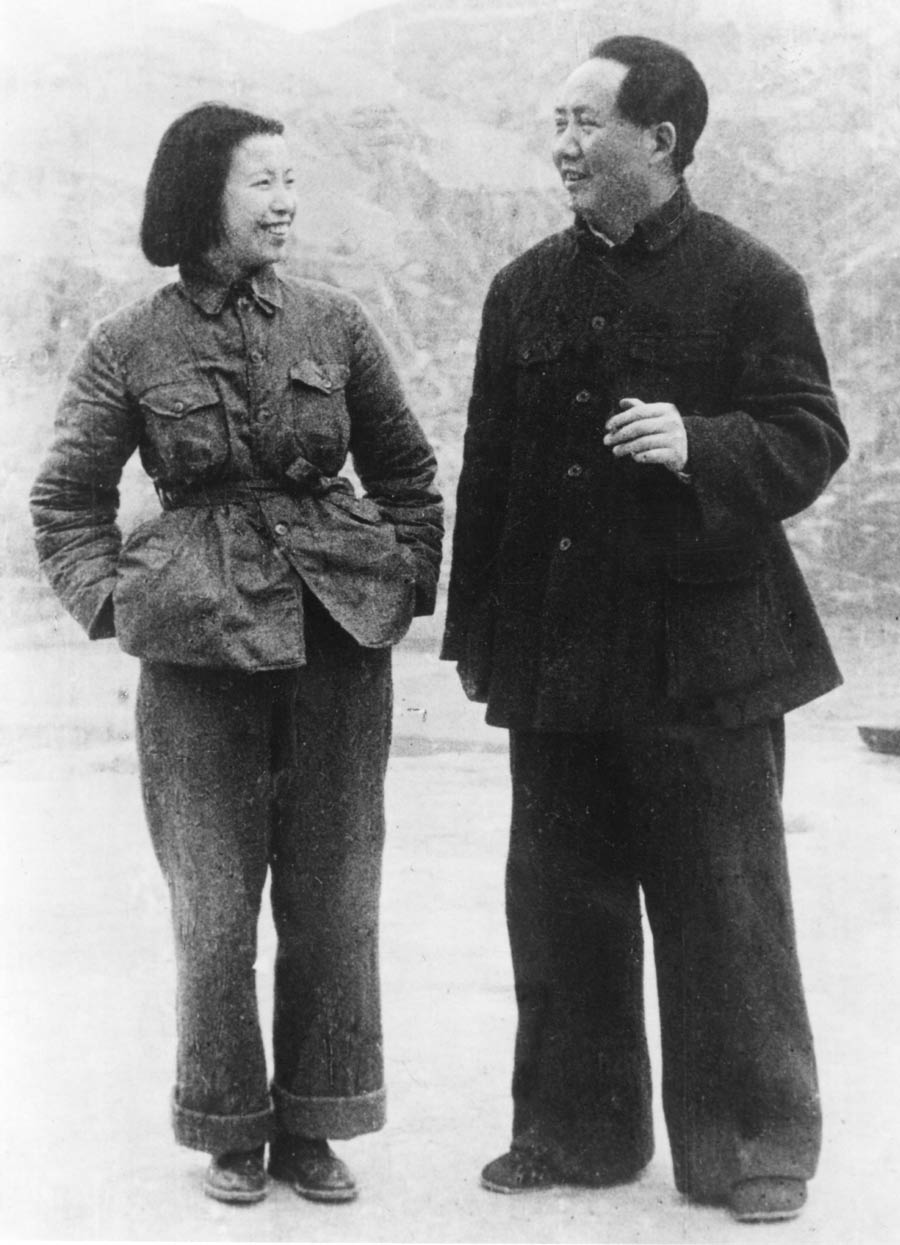
Цзян Цін та Мао Дзедун

Цзян Цін (Лі Шумен) (кит.: 李淑蒙; березень 1914 — 14 травня 1991), відома також під сценічним ім'ям Лань Пін (кит.: 蓝苹) — китайська актриса, що стала в 1938 році дружиною Мао Цзедуна і увійшла до найвищих ешелонів влади в Китаї. Відігравала велику роль у керівництві Культурною революцією. Після смерті Мао в 1976 була зарахована до Банди чотирьох і потрапила під показовий процес, на неї звалили відповідальність за злочини періоду Культурної революції та інші «помилки» періоду правління Мао. Хуа Гофен при цьому пред'явив їй звинувачення в контрреволюційній діяльності спільно з Лінь Бяо, що було оформлене у викривальному документі «Контрреволюційна група Лінь Бяо» (кит.: 林彪江青反革命集团).
На процесі засуджена до страти, заміненої на довічне ув'язнення; звільнена за медичними показаннями (рак горла). Незабаром після звільнення наклала на себе руки в лікарні.